# Іванківці (Прилуцький район)
Іва́нківці — село в Україні, у Срібнянській селищній громаді Прилуцького району Чернігівської області. Розташоване на правому березі р. Лисогору при впадінні його в р. Удай, за 12 км від центру громади і за 30 км від залізничної ст. Прилуки. Населення становить 638 осіб. До 2017 року орган місцевого самоврядування — Дігтярівська селищна рада.

## Історія
На терит. села виявлено давньоруське поселення.
Уперше згадуються 1666. Входили до Варвинської, а з 1761 — до Першоварвинської сотні Прилуцького полку, до Прилуцького пов. (1782—1923), до Срібнянського р-ну Прилуцького округу (1923—1930).

### Гетьманщина
1666 — 18 госп. селян, із них 2 госп. «орали на 4-х волах» та 16 госп. «на 2-х волах»; козаки не показані.
1737, ще залишалися вільним військовим селом; наліч. 12 госп. селян, 78 госп. козаків (27 виборних, 51 підпомічників). Пізніше селяни були скуплені прилуцьким полковн. Григорієм Ґалаґаном. 1764 за ним значилося 88 душ чол. статі селян. Надалі селянами володіли його нащадки.
1780 — 21 двір (25 хат) селян, 80 дворів (148 хат) козаків.

### Імперський період
1797 наліч. 439 душ чол. статі податкового населення.
1859 — 213 дворів, 1468 ж. У 1861—1866 рр. в Іванківцях містилося Волосне правління відомства Палати державного майна, якому підлягали 4637 душ чол. статі козаків. Селяни були підпорядковані Дігтярівському Волосному правлінню тимчасовозобов'язаних селян. Після реорганізації волостей І. з 1867 — волосний центр 1-го стану (див. Іванківська волость).
1886 — 298 дворів козаків, 74 двори селян-власників, які входили до 2-х сільс. громад (Галаганівська, Милорадовичівська), 4
двори міщан та ін., 393 хати, 2557 ж.; діяли: дерев. Благовіщенська ц-ва, споруджена 1863 (перша ц-ва збудована до 1666), 1-
ше земське початкове однокласне училище (засн. 1843, у віданні земства з 1872), лікарня, 3 шинки, крамниця, базар по вівторках, 33 вітряки, 4 олійниці.
1910 — 402 госп., з них козаків — 321, селян — 65, євреїв — 4, ін. непривілейованих — 7, привілейованих — 5, наліч. 2366 ж., у тому числі 11 теслярів, 20 кравців, 9 шевців, 6 столярів, 4 ковалі, 69 ткачів, 4 візники, 29 поденників, 27 займалися інтелігентними
та 283 ін. неземлеробськими заняттями, все ін. доросле нас. займалося землеробством. 2707 дес. придатної землі. Діяла Благовіщенська церква.
1912 відкрито 2-ге земське початкове училище; разом в обох училищах навчалося 128 хлопч. і 75 дівчат. Землевласниками були А. С. Яхонтова та ін.

### Радянський період
У 1923-30 pp. Іванківці центр сільради. 1925 — 525 дворів, 3387 ж.; 1930 — 510 дворів, 2490 ж., 1996 — 371 двір, 849 ж.

#### Голодомор
«Інформаційний лист секретаря партосередку с. Іванківці Варвинського району до райкому КП(б)У про хід виконання хлібозаготівлі
8 січня 1932 р.*
Іванківський партосередок повідомляє, що політичний стан села за грудень місяць не в дуже задовільному, особливо останню декаду січня, що набрана форма класового загострення, а саме: кулак та його прибічник на початку прийняття плану хлібозаготівлі намагались пустити таку агітацію, що наші плани нереальні, що, коли ми виконаємо цей план, то ми залишимось голодні і т. д. Це спостерігалось на зборах колгоспу, коли один колгоспник бідняк Политко Юхим Якович очевидно був підговорений кулаками, начав викрикувати, що „плану приймати не треба, бо ми будем голодні“, цим самим підбурив всю масу до чуть лі не зриву зборів і по першому голосуванні плану хлібозаготівлі не прийняли, аж у другий раз, коли мною та ще декількома членами партії було з'ясовано задачі хлібозаготівлі, колгоспівська маса план прийняла, але Политко Юхим голосував проти плану виконання господарчо<політичних кампаній: а) хлібозаготівлі виконано 600 п, а по плану слід виконати 3200 п;
б) м'ясозаготівля виконана по 1 січня 65 %;
в) мобілізація коштів < 82 %;
г) весняна підготовка до посівкампанії по колгоспу проводиться задовільно, а саме: весь посівматеріал перечищений, ремонт сільськогосподарського реманенту проводиться.
Марксо-ленінське виховання: За грудень [1931 р.] проведено 9 занять, розібрана ІІІ сесія ВУЦВК та почали розбирати ІІ сесію ЦВК СРСР.
Секретар партосередку підпис**».

## Населення

### Мова
Розподіл населення за рідною мовою за даними перепису 2001 року:
| Мова       | Кількість | Відсоток |
| ---------- | --------- | -------- |
| українська | 632       | 99.06%   |
| російська  | 4         | 0.63%    |
| румунська  | 2         | 0.31%    |
| Усього     | 638       | 100%     |

## Відомі люди
- Балун Ольга Федорівна — майстер народного декоративного ткацтва.
- Миронич Марія Оверківна — майстриня художнього ткацтва та вишивальниця.
- Пономаренко Любов Петрівна — українська письменниця.